# Dilidżan

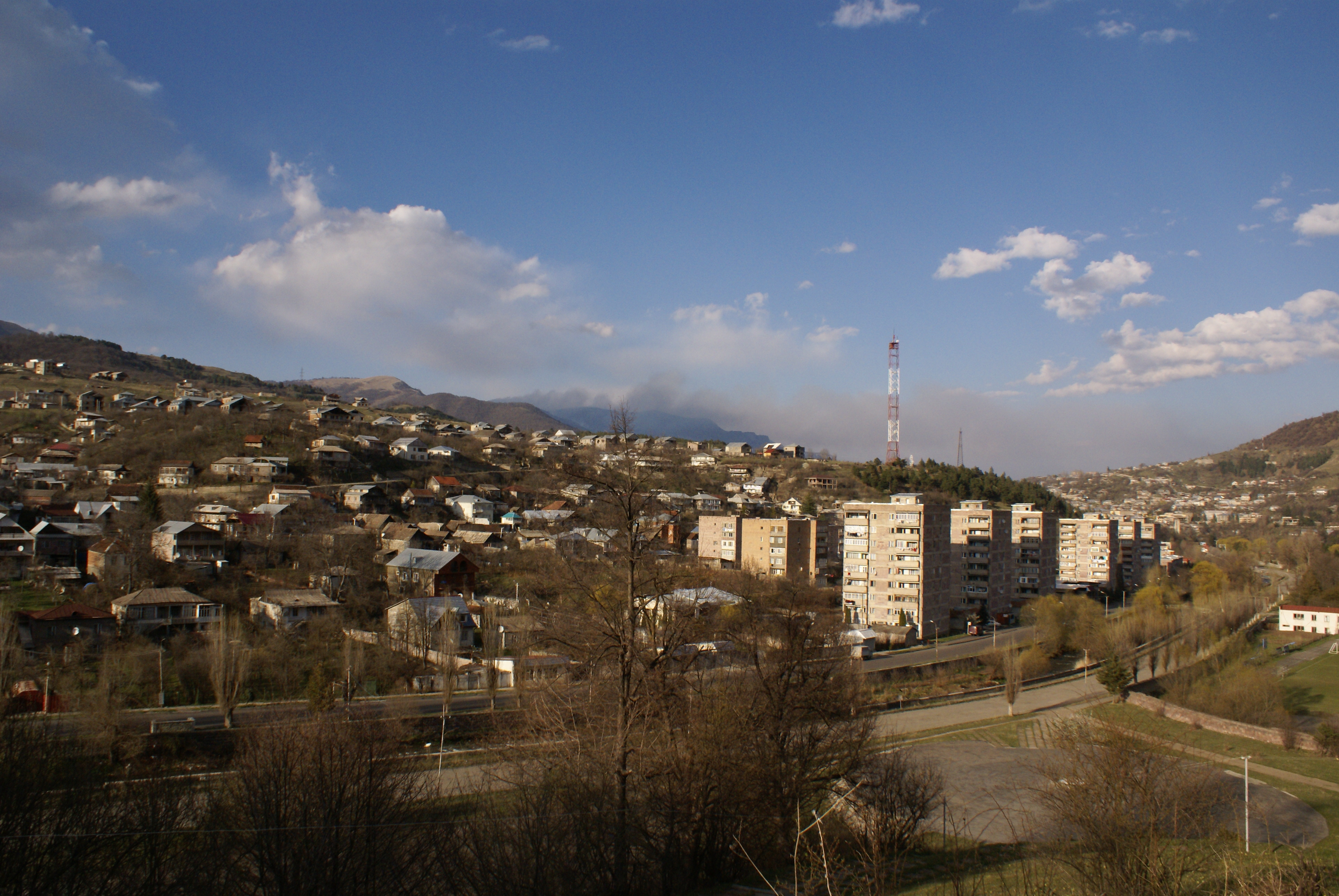
Dilidżan

Dilidżan (orm. Դիլիջան) – miasto uzdrowiskowe w Armenii, w prowincji Tawusz, nad rzeką Achstew (dorzecze Kury), 41 kilometrów na wschód od Wanadzoru. Według danych na rok 2022 liczyło ok. 17 000 mieszkańców. W mieście działają rozlewnie wód mineralnych. W  Dilidżan rozwinął się przemysł meblarski oraz odzieżowy. Centrum miasta to skrzyżowanie dróg krajowych M4 i M8.